# Nicolaas Pierson
Pour les articles homonymes, voir Pierson.
Nicolaas Gerard Pierson, né à Amsterdam le 7 février 1839 et mort à Heemstede le 24 décembre 1909, est un banquier, économiste et homme d'État libéral néerlandais.

## Biographie
Nicolaas Pierson est un spécialiste de finances et d'économie, qui parlae en maître quand il est ministre. Issu d'une famille de commerçants amstellodamois, il est professeur d'économie à l'université et directeur de la Nederlandsche Bank. Membre de l'Union libérale (Liberale Unie), il est ministre des Finances dans le cabinet de Gijsbert van Tienhoven, et réalisateur d'une importante réforme sur les impôts. Président du Conseil de 1897 à 1901, son gouvernement est apprécié pour sa justesse sociale. De 1901 à 1905, il continue sa carrière politique comme député pour la circonscription électorale de Gorinchem.

## Source
- (nl) Cet article est partiellement ou en totalité issu de l’article de Wikipédia en néerlandais intitulé « Nicolaas Pierson (politicus) » (voir la liste des auteurs).